# Lijst van onroerend erfgoed in Sint-Kruis-Winkel
Een overzicht van het onroerend erfgoed in Sint-Kruis-Winkel. Het onroerend erfgoed maakt onderdeel uit van het cultureel erfgoed in België.
| Object                                                 | Erfgoedstatus? | Bouwjaar of architect    | Deelgemeente      | Adres                     | Coördinaten                  | Nummer? | Afbeelding                                             |
| ------------------------------------------------------ | -------------- | ------------------------ | ----------------- | ------------------------- | ---------------------------- | ------- | ------------------------------------------------------ |
| Wegkapel toegewijd aan het Heilig Kruis                |                |                          | Sint-Kruis-Winkel | Knippegroen               |                              | 26908   | Wegkapel toegewijd aan het Heilig Kruis                |
| Wegkapel                                               |                |                          | Sint-Kruis-Winkel | Rapenburgstraat           | 51° 9' 4" NB, 3° 49' 0" OL   | 26909   | Wegkapel                                               |
| Parochiekerk Heilig Kruis met kerkhof                  | Monument       |                          | Sint-Kruis-Winkel | Sint-Kruis-Winkeldorp     | 51° 9' 17" NB, 3° 49' 30" OL | 26910   | Parochiekerk Heilig Kruis met kerkhof                  |
| Dorpsschool en kapel                                   |                |                          | Sint-Kruis-Winkel | Sint-Kruis-Winkeldorp 19  | 51° 9' 19" NB, 3° 49' 4" OL  | 26911   | Dorpsschool en kapel                                   |
| Pastorie Heilig-Kruisparochie                          | Monument       | Edmond de Perre-Montigny | Sint-Kruis-Winkel | Sint-Kruis-Winkeldorp 65  | 51° 9' 17" NB, 3° 49' 28" OL | 26913   | Pastorie Heilig-Kruisparochie                          |
| Café Onder den toren                                   |                |                          | Sint-Kruis-Winkel | Sint-Kruis-Winkeldorp 104 | 51° 9' 15" NB, 3° 49' 29" OL | 26915   | Café Onder den toren                                   |
| Herenhuis                                              |                |                          | Sint-Kruis-Winkel | Sint-Kruis-Winkeldorp 112 | 51° 9' 14" NB, 3° 49' 32" OL | 26916   | Herenhuis                                              |
| Bedevaartkapel Onze-Lieve-Vrouw van Troost ter Warande | Monument       |                          | Sint-Kruis-Winkel | Winkelwarande             | 51° 9' 23" NB, 3° 50' 10" OL | 26918   | Bedevaartkapel Onze-Lieve-Vrouw van Troost ter Warande |

Gent sensu stricto, alfabetisch op straatnaam: A · B · Bu · C · D · E · F · G · H · I · J · K · Ka · Ko · L · M · N · O · P · Q · R · S · Sint · T · UV · W · XYZ

Overige deelgemeenten: Afsnee · Drongen · Desteldonk · Gentbrugge · Ledeberg · Mariakerke · Mendonk · Oostakker · Sint-Amandsberg · Sint-Denijs-Westrem · Sint-Kruis-Winkel · Wondelgem · Zwijnaarde

Lijst van onroerend erfgoed in Oost-Vlaanderen